# Spät András
Spät András (Budapest, 1940. november 7. –) Széchenyi-díjas magyar orvos, fiziológus, endokrinológus, egyetemi tanár, a Magyar Tudományos Akadémia rendes tagja. Kutatási területe a biológiai jelátalakítás, ezen belül a kalcium-jel létrejötte és a mellékvesekéreg-hormonok elválasztásának szabályozása. 1995 és 2005 között a Semmelweis Orvostudományi Egyetem (2000-től Semmelweis Egyetem) Élettani Intézete igazgatója.

## Életpályája
Spät István (1904–1976) bőrgyógyász és Sichermann Erzsébet (1904–1992) fia. 1958-ban érettségizett, majd felvették a Budapesti Orvostudományi Egyetem (ma: Semmelweis Egyetem) Általános Orvosi Karára. Itt szerzett orvosdiplomát 1964-ben. Még egyetemista korában, 1960-ban lett tagja az Élettani Intézetnek: kezdetben tudományos diákkörösként, majd diplomája megszerzésekor gyakornokként. Később az intézetben tanársegédi, később adjunktusi, majd egyetemi docensi beosztásban dolgozott. 1986-ban kapta meg egyetemi tanári kinevezését. 1995-ben az intézet igazgatójává nevezték ki. E tisztségét tíz éven keresztül, egészen 2005-ig töltötte be. Emellett az MTA és az egyetem közös Celluláris és Molekuláris Élettani Kutatócsoportjának vezetésével is megbízták. 1999 és 2002 között Széchenyi, 2002-ben Szilárd Leó professzori ösztöndíjjal kutatott. 1984–1985-ben tanulmányutat tett a Virginiai Egyetem Orvosi Karán, valamint 1989–1990-ben a Genfi Egyetem vendégprofesszora volt.
1975-ben védte meg az orvostudományok kandidátusi, 1982-ben akadémiai doktori értekezését. Az MTA Elméleti Orvostudományi Bizottságának lett tagja. 1993-ban megválasztották a Magyar Tudományos Akadémia levelező, 1998-ban pedig rendes tagjává. Később az MTA hivatalos folyóirata, a Magyar Tudomány szerkesztőbizottságába is bekerült. 2006-ban az Országos Tudományos Kutatási Alap Bizottságának is tagja lett. 1999-ben a londoni Európai Akadémia (Academia Europaea) felvette tagjai sorába. 1997 és 2006 között az Országos Doktori és Habilitációs Bizottság alelnöke volt.Emellett a Magyar Élettani Társaság vezetőségének tagja.

## Munkássága
Fő kutatási területe az endokrinológia, ezen belül a biológiai jelátalakítás, ezen belül a kalcium-jel létrejötte és a mellékvesekéreg-hormonok (aldoszteron) elválasztásának szabályozása.
Munkacsoportjával kimutatta a kalmodulin (egy enzimműködést biztosító) molekula szerepét glomeruloza sejtben, valamint a vazopresszin hormon aldoszterontermelést serkentő hatását. Tisztázta emellett az angiotenzin II receptornak a foszfoinozitid jelátvitelre és kalcium-anyagcserére kifejtett hatását. Elsőként írta le az inositol 1,4,5-triszfoszfát receptort, valamint úttörő munkát végzett a kalciumjel mitokondriális hatásainak kimutatásában.
Több mint százharminc tudományos publikáció szerzője vagy társszerzője. Két endokrinológiai tárgyú könyvet és számos könyvfejezetet írt. Munkáit magyar és angol nyelven adja közre.

## Díjai, elismerései
- Akadémiai Díj (1987)
- Európa Érem (1992, Brit Endokrinológiai Társaság)
- Szent-Györgyi Albert-díj (1992)
- Ipolyi Arnold tudományfejlesztési díj (1995, OTKA)
- Pázmány Péter felsőoktatási díj (1998, Pro Renovanda Cultura Hungariae)
- Batthyány-Strattmann László-díj (2002)
- Széchenyi-díj (2004)

## Főbb publikációi
- Competitive Protein Binding Assay of Corticosterone (1972)
- A belső elválasztású mirigyek működése (könyvfejezet, 1973, több kiadás)
- Effect of Prostaglandin-E2 and A2 on Steroid Synthesis by Rat Adrenal-Gland (1975)
- Mellékvesekéreg és só-vízháztartás (1980, 1987)
- Possible Role of Calcium-Uptake and Calmodulin in Adrenal Glomerulosa Cells – Effects of Verapamil and Trifluoperazine (1982)
- Binding-Sites for Inositol Trisphosphate in the Bovine Adrenal-Cortex (1985)
- Polyphosphoinositide Metabolism in Adrenal Glomerulosa Cells (1985)
- A leszorításos analízisek gyakorlata (könyvfejezet, 1985)
- Binding of Inositol Trisphosphate by a Liver Microsomal Fraction (1986)
- Intracellular Receptors for Inositol 1,4,5-Trisphosphate in Angiotensin-II Target Tissues (1987)
- Dynamic Pacing of Cell-Metabolism by Intracellular Ca2+ Transients (1994)
- A sejten belüli kalciumfelszabadulás (1994)
- A kalcium jel és a mitokondrium működése (2000)
- Inhibition of TASK-1 Potassium Channel by Phospholipase C (2001)
- Control of Aldosterone Secretion: A Model for Convergence in Cellular Signaling Pathways (2004)
- Reactive Oxygen Species in Health and Disease (társszerk., 2005)
- Calcium Microdomains (szerk., 2006)